# Vibrante simple lateral alveolar sorda
La vibrante simple lateral alveolar sorda es un tipo de sonido consonántico , utilizado en algunos idiomas hablados . El símbolo en el Alfabeto Fonético Internacional que representa este sonido es ⟨ ɺ̥ ⟩ , una fusión de una letra minúscula girada ⟨r⟩ con una letra ⟨l⟩ y un diacrítico sordo.

## Características
Características de la Vibrante simple alveolar sorda:
•Su forma de articulación es vibrante simple , lo que significa que se produce con una sola contracción de los músculos de forma que un articulador (normalmente la lengua) se lanza contra otra.
•Su lugar de articulación es alveolar , lo que significa que se articula con la punta o la lámina de la lengua en la región alveolar , denominada respectivamente apical y laminal .
•Su fonación es sorda, lo que significa que se produce sin vibraciones de las cuerdas vocales.
•Es una consonante oral , lo que significa que el aire solo puede escapar por la boca.
•Es una consonante lateral , lo que significa que se produce al dirigir la corriente de aire sobre los lados de la lengua, en lugar de hacia el medio.
•El mecanismo de la corriente de aire es pulmonar , lo que significa que se articula empujando el aire únicamente con los músculos intercostales y el diafragma , como en la mayoría de los sonidos.

## Aparece en
| idioma | idioma                      | palabra      | AFI          | significado | Notas                                              |
| ------ | --------------------------- | ------------ | ------------ | ----------- | -------------------------------------------------- |
| karu   | Hohodene                    | [ɺ̥je.ˈtɐ̃.hə͂] | [ɺ̥je.ˈtɐ̃.hə͂] | 'eso'       | En alternancia con un toque alveolar alveolar tap. |
| inglés | Británico y algunos acentos | kettle       | [ke.ɺ̥l]      | 'pavo'      |                                                    |